# Duty of disclosure
I Duties of Disclosure (doveri di divulgazione in italiano), nella Common law, sono i doveri di reciproca informazione precontrattuale che le parti pongono in essere in vista della conclusione del contratto.

## Tipologia
Tra questi doveri i principali sono:
- Latent Defect: Obbligo di comunicazione di eventuali difetti del bene o servizio oggetto del contratto
- Change of Circumnstances: Dovere di informare la controparte di mutamenti radicali della situazione rappresentata
- Contracts Uberrimae Fidei: se c'è un obbligo decorrente da un rapporto fiduciario tra le parti.
- Statutory Duties: Obblighi imposti ex lege
- Custom Duties: Obblighi imposti dagli usi

La violazione di tali doveri, se grave, può comportare "Rescission for breach of precontractual duties" con annullamento del contratto e "damages".

## Ulteriori doveri
- Duties Of Care: Doveri delle parti di non comunicare notizie ingannevoli alla controparte, in caso di violazione c'è responsabilità in tort (cioè per illecito extracontrattuale) se il contratto non è stato ancora concluso. Altrimenti c'è Misrepresentation con conseguente Rescission.

- Equitable Duties: Obbligo di non comunicare a terzi informazioni riservate ricevute dalla controparte

- Promissory Estoppel: È un rimedio derivato dall' equity. Nel caso in cui un soggetto abbia promesso una determinata condotta che poi ha disatteso provocando, per l'affidamento fatto, un danno nella controparte, questo è tenuto al risarcimento dei danni (Detrimental Reliance Damages).

- Express Preliminary Agreements: Obblighi con i quali le parti s'impegnano a non contrarre con terzi concorrenti.